# Ла-Фер (коммуна)
Ла-Фер (фр. La Fère) — коммуна на севере Франции, регион О-де-Франс, департамент Эна, округ Лан, кантон Тернье. Расположена в 22 км к северо-западу от Лана и в 23 км к югу от Сен-Кантена, в 8 км от автомагистрали А26 «Англия», в месте их слияния нескольких рукавов реки Уаза. На юге коммуны находится железнодорожная станция Ла-Фер линии Амьен — Лан.
Население (2018) — 2 847 человек.

## История
В XI веке Ла-Фер стал частью владений могущественного семейства де Куси, бросавшего вызов королям Франции. Был построен замок и мощные фортификационные сооружения.
В 1595 году Ла-Фер был упомянут в хронике религиозных войн. Король Генрих IV осадил город, занятый испанцами. После двух лет безуспешной осады король решил использовать в свою пользу географическое положение Ла-Фер посреди рукавов Уазы. По его приказу русло реки ниже по течению было перекрыто, и вода затопила город, после чего он был вынужден сдаться.

## Достопримечательности
- Церковь Святого Монтена (фр.) XVI века
- Художественный музей Жанна-д’Абовиль (фр.), в котором выставлено около 400 картин фламандских и голландских художников
- Шато Ла-Фер (фр.)
- Статуя Артиллериста (установлена в 1974 году, до этого стояла в Париже под мостом Альма)

## Экономика
Структура занятости населения:
- сельское хозяйство — 0,4 %
- промышленность — 4,6 %
- строительство — 5,0 %
- торговля, транспорт и сфера услуг — 21,3 %
- государственные и муниципальные службы — 68,7 %

Уровень безработицы (2017) — 30,5 % (Франция в целом — 13,4 %, департамент Эна — 17,8 %). 

Среднегодовой доход на 1 человека, евро (2018) — 15 250 (Франция в целом — 21 730, департамент Эна — 19 690).

## Демография
Динамика численности населения, чел.

## Администрация
Пост мэра Ла-Фера с 2020 года занимает Мари-Ноэль Вилен (Marie-Noëlle Vilain). На муниципальных выборах 2020 года возглавляемый ею список одержал победу во 2-м туре, получив 49,80 % голосов (из трех списков).
| Период | Период | Фамилия          | Партия                                  | Примечания                                                                    |
| ------ | ------ | ---------------- | --------------------------------------- | ----------------------------------------------------------------------------- |
| 1959   | 1989   | Альбер Каталифо  | Объединение в поддержку Республики      | член Генерального совета департамента, депутат Национального собрания Франции |
| 1989   | 2020   | Раймон Денёвиль  | Союз за народное движение Республиканцы |                                                                               |
| 2020   |        | Мари-Ноэль Вилен |                                         |                                                                               |

## Известные уроженцы
- Антуан де Бурбон (22 апреля 1518 — 17 ноября 1562), 2-й герцог де Вандом, король Наварры
- Франсуа де Бурбон-Конде, герцог Энгиенский (1519—1546), французский аристократ из династии Бурбонов, полководец Итальянских войн
- Кловис Труй (1889—1975), художник, декоратор и реставратор.

## Галерея
- Въезд в коммуну
- Статуя Артиллериста